# 四宮由貴
四宮 由貴（しのみや ゆき、1998年10月15日 - ）は、日本のグラビアアイドル。

## 人物・来歴
趣味はアニメ鑑賞、ゲーム、コスプレ。特技はマッサージ。
2021年7月に一時引退。その後は地元に戻って、新しい道に専念することととしていた。
2022年12月14日にTwitter（現・X）にて復帰を報告した。

## 作品

### DVD
- トランジスターグラマー（2020年1月25日、エアーコントロール）
- Touch me softly（2020年4月24日、スパイスビジュアル）
- ミルキー・グラマー（2020年7月25日、竹書房）
- 天使のフクラミ♡ （2020年10月20日、ラインコミュニケーションズ）
- 彼女とイチャイチャする動画（2023年8月22日、エアーコントロール）